# エミル・シモン
エミル・シモン（Emil Simon, 1936年9月24日 - 2014年2月25日）は、ルーマニアの指揮者。

## 経歴
キシナウ生まれ。６歳の頃からピアノを学ぶ。ゲオルゲ・ディマ音楽院でシギスムント・トゥドゥツァに作曲、アントニン・シオランに指揮を師事。1960年に卒業後はトランシルヴァニア州立フィルハーモニー管弦楽団の首席指揮者となったが、パリ音楽院に留学してナディア・ブーランジェに音楽理論、マニュエル・ロザンタルに指揮法、オリヴィエ・メシアンに作曲を教わり、セルジュ・チェリビダッケにも助言を仰いだ。1964年にはブザンソン国際指揮者コンクールで優勝している。
その後もルーマニア内外のオーケストラに客演を繰り返しつつトランシルヴァニア州立フィルハーモニー管弦楽団のポストに留まった。
2014年、クルジュ＝ナポカにて没。